# Fosylizacja (językoznawstwo)
Fosylizacja (ang. fossilization) – w językoznawstwie stosowanym termin określający zjawisko zatrzymania procesu uczenia się języka obcego ze względu na osiągnięcie satysfakcjonującego poziomu jego znajomości. Poziom ten jest subiektywny i zależy od indywidualnych potrzeb ucznia.
Na przykład osoba pochodzenia polskiego pracująca w Wielkiej Brytanii jako kierowca autobusu może przestać uczyć się języka w momencie, gdy potrafi realizować podstawowe cele komunikacyjne z pasażerami (sprzedaż biletu, prośba o przesunięcie się w głąb pojazdu).
Termin wprowadzony został przez Larry'ego Selinkera w 1972 roku.
Należy dodać, że fosylizacja wiąże się nie tylko z zaprzestaniem uczenia się języka obcego, ale także z jego błędnym wykorzystywaniem.